# أحمد صبري (رياضي)
أحمد صبري (15 سبتمبر 1933 – 14 أغسطس 1958)، كان بطل مصري في رياضة مبارزة سيف الشيش. كان أحد الأعضاء الستة للفريق المصرى للمبارزة بسيف الشيش والذي مات على متن الرحلة (KLM Flight 607-E) في 14 أغسطس عام 1958 .

## الحياة الشخصية
كان لصبري أختان: ليلى والتي توفت في سن الخامسة، وإيزيس والتي تزوجت من المبارز الأوليمبي عثمان عبد الحفيظ والذي توفي أيضاً على نفس رحلة الطيران.